# Organisation mondiale du bambou
L'Organisation mondiale du bambou (WBO, acronyme de World Bamboo Organization), fondée à l'origine sous le nom de  International Bamboo Association (IBA, Association internationale du bambou), sur l'idée d'un organe international de coordination pour les praticiens des bambous, est née de discussions à l'Atelier international sur le bambou (International Bamboo Workshop) à Chiang Mai (Thaïlande) en 1991. L'IBA a ensuite été créée au Congrès international du bambou en 1992 au Japon. Jusqu'en 1998, l'IBA était la plate-forme de coordination des spécialistes du bambou du monde entier. Sa principale mission était d'organiser le  Congrès et l'Atelier international du bambou. La réunion de ces deux rassemblements distincts est aujourd'hui appelée « Congrès mondial des bambous » et a conduit à la renaissance de l'IBA sous le nom d'« Organisation mondiale du bambou ». La WBO a été légalement constituée en 2005 aux États-Unis par la directrice générale, Susanne Lucas, sous le statut d'une association professionnelle exonérée d'impôts.
Susanne Lucas occupe actuellement le poste de directrice exécutive, ambassadrice de la WBO et est l'auteure de Bamboo. Kamesh Salam (Assam, Inde) a été président  de 2007 à 2009. Michel Abadie (Paris, France), qui lui a succédé en 2010,  est le président actuel.
Les membres fondateurs de la WBO sont Susanne Lucas(États-Unis), I.V. Ramanuja Rao (Inde), Karina Quintans (États-Unis), David Flanagan (États-Unis), Carmelita Bersalona (Philippines), Amin Samuel Zacca (Ghana), Jorge Campos (Chili), Victor Brias (Belgique).
Un conseil honoraire, ayant un rôle de conseil et d'expertise professionnelle, a été créé en 2005 pour soutenir la WBO. Le Conseil honoraire a évolué et, pour mieux refléter la structure horizontale de ses collaborations, a pris le nom d'« Ambassades du monde du bambou ».

## Congrès mondial du bambou
La WBO organise tous les trois ans le Congrès mondial du bambou (World Bamboo Congress, WBC).
Au cours des 20 dernières années, le WBC a réuni quelque 400 participants de plus de 30 pays à travers le monde, y compris des experts de renommée mondiale dans l'utilisation des bambous (conception, construction et architecture).
Le WBC a pour but de promouvoir les meilleures pratiques en matière de gestion de la chaîne d'approvisionnement du bambou afin de protéger les ressources naturelles et l'environnement, d'assurer une utilisation durable et de promouvoir les usages traditionnels au niveau local et pour le développement économique communautaire.
En outre, la WBC favorise la culture des bambous pour de nouveaux secteurs d'activité tels que la bioénergie, les bioplastiques, la mitigation climatique, les matériaux de construction, la pâte à papier, le papier, le textile, la nutrition et la médecine. housing materials
Le dernier WBC s'est tenu à Damyang en Corée du Sud en 2015 lors de la Foire mondiale du bambou, organisée par la municipalité de Damyang, localité considérée comme un habitat significatif des bambous en Corée. La foire mondiale du bambou a attiré plusieurs centaines de milliers de visiteurs au cours des mois de septembre et d'octobre 2015. Avec son slogan, « Le bambou pour un avenir plus vert », la foire a encouragé l'échange d'idées et l'éducation du public sur les nombreuses utilisations du bambou.

## Journée mondiale du bambou
La Journée mondiale du bambou (World Bamboo Day) a été créée officiellement le 18 septembre lors du huitième congrès mondial du bambou tenu à Bangkok en 2009 et déclaré par le ministère royal des Forêts thaïlandais,. Des entreprises du monde entier utilisent cette journée pour sensibiliser le public aux avantages des bambous et pour promouvoir leur utilisation dans des produits de tous les jours. Chaque année, la célébration de cette journée donne lieu à des cérémonies de plantation de bambous, des courses 5K, différents concours et d'autres types de manifestations dans le monde.

## Pacte mondial des Nations unies
En 2016, l'Organisation mondiale du bambou a adhéré au Pacte mondial des Nations unies (UNGC), la plus grande initiative de développement durable au monde. En mai 2016, la WBO a accepté de soutenir les objectifs de développement durable (SDG) de l'UNGC.

## Ambassadeurs de la WBO
Un groupe de personnes venant de plusieurs pays du monde s'est réuni pour devenir les « ambassadeurs » mondiaux du bambou.
Parmi ces ambassadeurs, Chongtham Nirmala est professeur de botanique à l'université du Panjab où elle s'intéresse principalement à des recherches sur la valeur nutritive et les composés phytochimiques des pousses de bambou. En tant qu'ambassadeur, elle encourage l'utilisation du bambou comme matériau et comme aliment.
Les ambassadeurs trouvent surtout que les bambous ont une valeur biologique et certains d'entre eux apportent une aide économique dans leur région pour favoriser l'utilisation de ces plantes. Bernice Dapaah,  directrice exécutive de la Ghana Bamboo Bikes Initiative, a été nommée « ambassadrice mondiale du bambou » en raison de ses efforts pour créer des emplois dans des zones rurales d'Afrique où les bambous occupent une place importante. En tant qu'ambassadrice de la WBO, Susanne Lucas, également PDG de l'organisation, plaide pour le bambou en collaborant avec des organisations comme le Centre international pour le bambou et le rotin (ICBR) qui fait des recherches sur la génétique et l'ingénierie du bambou en vue d'une utilisation durable.